# Campionato mondiale cadetti di scherma 2005
Il Campionato mondiale cadetti di scherma del 2005 ("2005 World Cadets Fencing Championships") è stato organizzato dalla Federazione internazionale della scherma e si è svolto a Linz in Austria dal 23 al 24 marzo.
Nel fioretto, si sono aggiudicati i titoli del campionato mondiale lo slovacco Jakub Joniak, che ha battuto in finale lo statunitense Nicholas Chinman, e la tedesca Roxanne Merkl che ha avuto la meglio sulla tedesca Hannah Roder.
Nella spada il tedesco Emanuel Flierl ha battuto in finale il kazaka Enver Alimzhanov, ottenendo il titolo mondiale cadetti maschile, mentre tra le donne la statunitense Kelley Hurley ha superato la norvegese Mariella Fossum.
Nella sciabola il britannico Alexander Oconnell prevale sull'ucraino Anton Kuksa, mentre la russa Veronika Danilova ha battuto la cinese Fei Guo.

## Podi

### Uomini
| Specialità  | Oro                | Argento          | Bronzo                              |
| Individuali |                    |                  |                                     |
| Fioretto    | Jakub Joniak       | Nicholas Chinman | Artur Akhmatkhuzin Florian Reichert |
| Spada       | Emanuel Flierl     | Enver Alimzhanov | Tobias Messmer Stephan Rein         |
| Sciabola    | Alexander Oconnell | Anton Kuksa      | Min Goo Kang Thimothee Lallement    |

### Donne
| Specialità  | Oro               | Argento         | Bronzo                               |
| Individuali |                   |                 |                                      |
| Fioretto    | Roxanne Merkl     | Hannah Roder    | Valentina De Costanzo Viola Haenlein |
| Spada       | Kelley Hurley     | Mariella Fossum | Jing Ma Julia Wagner                 |
| Sciabola    | Veronika Danilova | Fei Guo         | Nina Kozlova Rebecca Ward            |

## Medagliere
| Pos.   | Nazione       | Oro | Argento | Bronzo | Totale |
| ------ | ------------- | --- | ------- | ------ | ------ |
| 1      | Germania      | 2   | 1       | 4      | 7      |
| 2      | Stati Uniti   | 1   | 1       | 1      | 3      |
| 3      | Russia        | 1   | 0       | 1      | 2      |
| 4      | Slovacchia    | 1   | 0       | 0      | 1      |
| 4      | Regno Unito   | 1   | 0       | 0      | 1      |
| 6      | Ucraina       | 0   | 1       | 1      | 2      |
| 6      | Cina          | 0   | 1       | 1      | 2      |
| 8      | Norvegia      | 0   | 1       | 0      | 1      |
| 8      | Kazakistan    | 0   | 1       | 0      | 1      |
| 10     | Corea del Sud | 0   | 0       | 1      | 1      |
| 10     | Italia        | 0   | 0       | 1      | 1      |
| 10     | Francia       | 0   | 0       | 1      | 1      |
| 10     | Svizzera      | 0   | 0       | 1      | 1      |
| Totale | Totale        | 6   | 6       | 12     | 24     |